# Anton (Teksas)
Anton – miasto w Stanach Zjednoczonych, w stanie Teksas, w hrabstwie Hockley.